# HMS Centaur (1916)
HMS Centaur là một tàu tuần dương hạng nhẹ thuộc lớp tàu tuần dương C của Hải quân Hoàng gia Anh Quốc được chế tạo trong giai đoạn Chiến tranh Thế giới thứ nhất, và là chiếc dẫn đầu của lớp phụ Centaur. Việc chế tạo lớp phụ này, vốn còn bao gồm HMS Concord, có sử dụng phần lớn những vật liệu đã được chuẩn bị cho việc đóng hai chiếc tàu tuần dương tuần tiễu, được Đế quốc Ottoman đặt hàng vào năm 1914, nhưng việc chế tạo bị ngừng lại sau khi chiến tranh nổ ra.
Centaur được chế tạo bởi hãng Vickers Limited. Nó được đặt lườn vào ngày 24 tháng 1 năm 1915; được hạ thủy vào ngày 1 tháng 1 năm 1916; và được đưa ra hoạt động cùng Hải quân Hoàng gia vào tháng 8 năm 1916.
Trong chiến tranh, Centaur được phân về Hải đội Tuần dương nhẹ 5, hoạt động cùng với Lực lượng Harwich để phòng thủ lối tiếp cận từ phía Đông của eo biển Anh Quốc. Vào ngày 5 tháng 6 năm 1917, trong khi phục vụ cùng Lực lượng Harwich, Canterbury đã đánh chìm tàu phóng lôi S 20 ngoài khơi bờ biển nước Bỉ. Ngày 18 tháng 6 năm 1918 nó bị hư hại do trúng phải một quả thủy lôi, nhưng đã sống sót qua cuộc chiến tranh. Được xem là lạc hậu vào những năm 1930, nó bị bán vào ngày tháng 2 năm 1934 cho hãng King, và được đưa đến Troon vào ngày 6 tháng 3 năm 1934 để được tháo dỡ.